# آق يار
آق يار هي بلدة في مقاطعة أنديجان في ولاية أنديجان في أوزبكستان.